# Cultura dyuktai

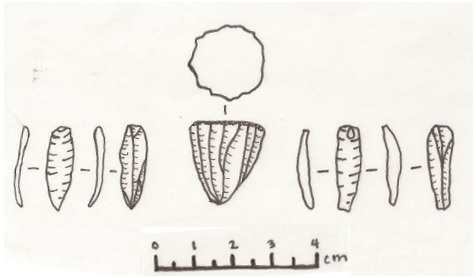
Las microhojas fueron un elemento característico de la cultura dyuktai.

La cultura dyuktai (en ruso: Дюктайская культура, romanizado: Djuktajskaja kul'tura) es una cultura del paleolítico superior que se desarrolló en el noreste de Siberia entre los años 14.000 y 12.000 a. C.

## Historia
Fue definida en 1967 por el arqueólogo ruso Yuri Mochanov tras el descubrimiento del sito de Gruta dyuktai en la Jacuzia en la confluencia de los ríos Dyuktai y Aldan. La cultura comprendió una vasta región de Siberia entre Jakuzia, Chukotka, Kolyma y Kamchatka.
Además de Gruta dyuktai, hay otros sitios son a lo largo de los ríos Aldan, Oleniok, y Indigirka, en Kamchatka. El sito de Uški se encuentra en el curso medio del río Kamchatka. También en el lago Elgygytgyn hay un sitio dyuktai.
Sus artefactos típicos son de piedra: núcleos con forma de cuña, microlamas, raspadores, bifaces ovales y buriles. Su surgimiento puede considerarse como el inicio de la utilización de la técnica de las microlamas en el noreste del Asia.
Se difundió en Alaska a través del estrecho de Bering durante el Tarantiense y se convirtió en la base de la cultura paleoártica denali. De este modo está vinculada con las primeras etapas del poblamiento de América.
Desapareció de la Jakuzia hace unos 10.500 años, cuando la sustituyó la cultura Sumnagin. En Chukotka y Kamchatka sobrevivió todo el primero Holoceno (hasta 8.200 a. C.).